# Vahrenwalder Straße
Die Vahrenwalder Straße (vaːhʁənvaldɐ ʃtʁasə) in Hannover ist eine Hauptstraße und eine der größten Verkehrsachsen der niedersächsischen Landeshauptstadt. Die Fernstraße, zugleich Zubringer- und Hauptausfallstraße, verbindet die Innenstadt Hannovers in Richtung Norden mit der Bundesautobahn 2 bei Langenhagen.

## Geschichte und Beschreibung

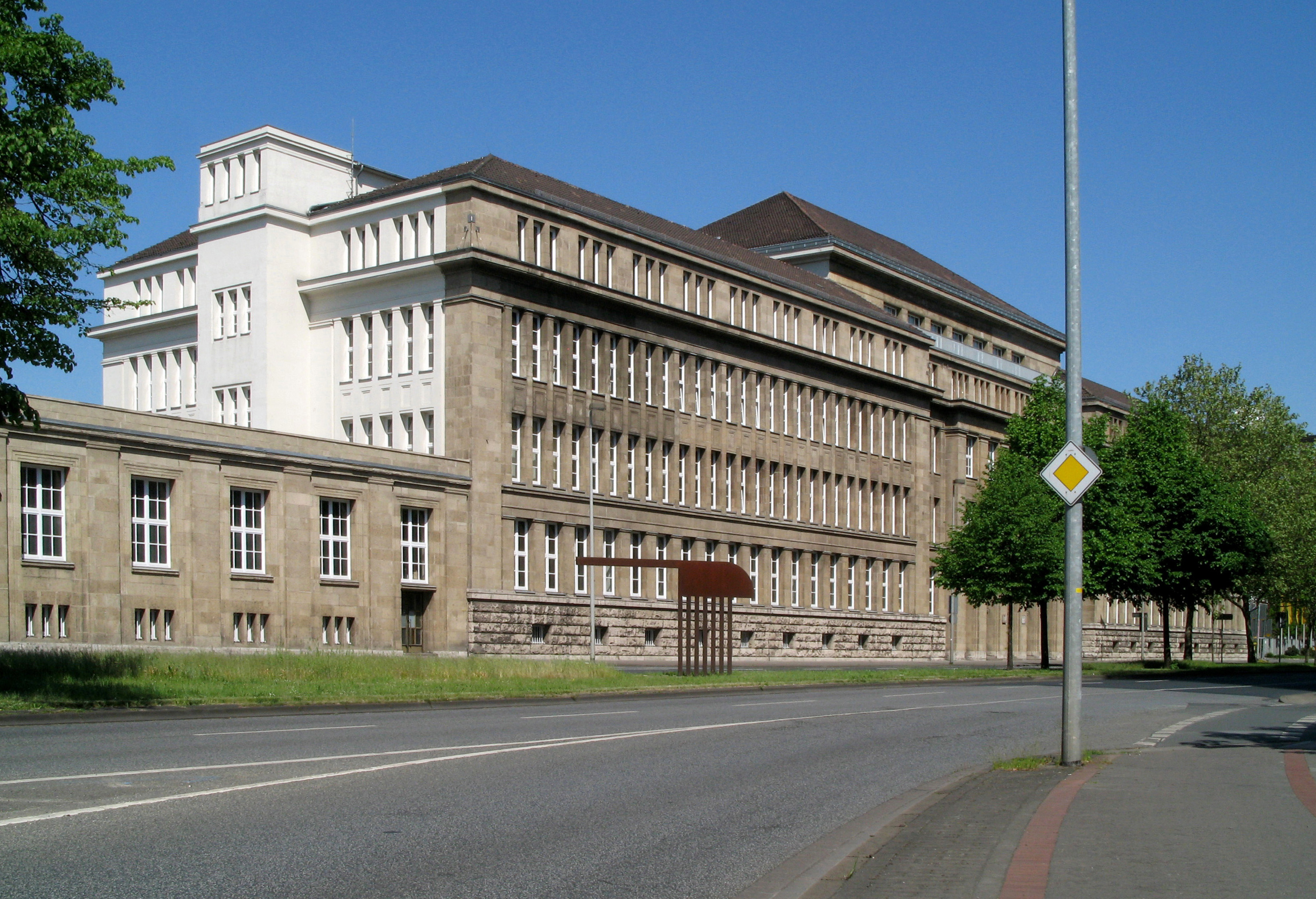
Das Haus der Wirtschaftsförderung, ehemals Continental AG, markiert den Beginn der Vahrenwalder Straße als Ausfallstraße

Die Vahrenwalder Straße liegt im Verlauf einer alten Landstraße in Richtung Stade, die zur Zeit des Königreichs Hannover im Jahr 1845 daher zunächst Stader Straße benannt wurde. Seinen heutigen amtlichen Namen erhielt der Verkehrsweg erst im Jahr 1853. Später waren jedoch auch die Straßennamen Stader Chaussee und Stader Landstraße geläufige Bezeichnungen.
Als Ausfallstraße führt die Vahrenwalder Straße heute von der Hamburger Allee bis zum Berliner Platz und berührt dabei die Stadtteile Vahrenwald, Brink-Hafen und Vahrenheide.